# Burela FS
El Club Deportivo Burela Fútbol Sala es un equipo de fútbol sala español de la localidad lucense de Burela, en Galicia, fundado en 2001. Actualmente milita en Primera División masculina de fútbol sala y en Primera División femenina de fútbol sala.

## Historia
El conjunto naranja nace el 4 de septiembre de 2001 en Burela fruto del germen del antiguo equipo de la localidad, el Cefire Burela FS, trasladado a la localidad vecina de Vivero tras su paso por la División de honor en la temporada 1999/00. 
Inicia su andadura en Primera Nacional B pero en sus dos primeras temporadas de existencia conseguirá dos ascensos consecutivos que lo colocan en la División de Plata, donde llegará a disputar hasta siete veces la fase de ascenso a la Primera División, hasta conseguir subir en la temporada 2012/13, y donde militará hasta la temporada 2016/17. Tras dos temporadas en Segunda División en la 2018/19 gana el campeonato y regresa a Primera División.
El equipo femenino surgió en la vecina villa de Foz, para varias temporadas después trasladarse a Burela en 2008, donde consiguió el ascenso a Primera División en 2010 y tras consolidarse en la categoría, un histórico doblete de Liga y Copa de España en la temporada 2012/2013.
Entre los socios de honor del club figuran: los futbolistas Ronaldinho y Fran, el ciclista Óscar Pereiro, el periodista Terio Carrera y el seleccionador nacional de fútbol sala José Venancio López.

## Equipo masculino

### Plantilla 2023-24
| N.º | País    | Nombre                   | Apodo       | Posición   |
| --- | ------- | ------------------------ | ----------- | ---------- |
| 2   | Brasil  | Mikael Henrique Deon     | MIKA        | Portero    |
| 24  | Polonia | Michal Marek Kaluza      | KALUZA      | Portero    |
| 4   | España  | Luis López García        | LUCHO       | Cierre     |
| 9   | España  | Ismael Samartino Obarrio | ISMA        | Cierre     |
| 5   | España  | Jorge Quelle Gómez       | QUELLE      | Ala-Cierre |
| 16  | España  | Álvaro Díez Flethes      | FLETHES     | Ala-Cierre |
| 14  | España  | Alberto Mirás Neira      | ALBERTO     | Ala        |
| 17  | España  | Alejandro García Muñoz   | ÁLEX GARCÍA | Ala        |
| 22  | España  | Carlos Castillejo Artero | CHARLY      | Ala        |
| 11  | Brasil  | Rikelme Alves Ribeira    | RIKELME     | Ala-Pivot  |
| 96  | España  | Iván de Uña Feliz        | MALAGUTI    | Ala-Pivot  |
| 6   | España  | Cristian Rivas García    | PITERO      | Pivot      |
| 23  | España  | Ismael López Lozano      | ISMAEL      | Pivot      |

Entrenador:  David Rial Bello

### Historial
| Temporada | Categoría          | Posición                            |
| --------- | ------------------ | ----------------------------------- |
| 2001/02   | Tercera División   | 2º ⬆                                |
| 2002/03   | Segunda División B | 2º ⬆                                |
| 2003/04   | Segunda División   | 6º                                  |
| 2004/05   | Segunda División   | 2º (2.ª fase playoffs)              |
| 2005/06   | Segunda División   | 3º (1.ª fase playoffs)              |
| 2006/07   | Segunda División   | 4º                                  |
| 2007/08   | Segunda División   | 5º (1.ª fase playoffs)              |
| 2008/09   | Segunda División   | 3º (2.ª fase playoffs)              |
| 2009/10   | Segunda División   | 2º (2.ª fase playoffs)              |
| 2010/11   | Segunda División   | 5º (1.ª fase playoffs)              |
| 2011/12   | Segunda División   | 9º ⬆ (Ascenso Administrativo)       |
| 2012/13   | Primera División   | 12º                                 |
| 2013/14   | Primera División   | 7º (1.ª fase playoffs)              |
| 2014/15   | Primera División   | 9º (semifinalista de Copa)          |
| 2015/16   | Primera División   | 9º (semifinalista de Copa)          |
| 2016/17   | Primera División   | 15º ⬇ (descenso a Segunda División) |
| 2017/18   | Segunda División   | 4º (1.ª fase playoffs)              |
| 2018/19   | Segunda División   | 1º ⬆ (Campeón)                      |
| 2019/20   | Primera División   | 16º                                 |
| 2020/21   | Primera División   | 15º                                 |
| 2021/22   | Primera División   | 16º ⬇ (descenso a Segunda División) |
| 2022/23   | Segunda División   | 2º (2.ª fase playoffs)              |

### Palmarés
Títulos nacionales
- Segunda División (1): 2018-19

Títulos regionales
- Copa Xunta de Galicia (2): 2018, 2020

## Equipo femenino

### Plantilla 2023-24
| N.º | País   | Nombre                        | Apodo     | Posición   |
| --- | ------ | ----------------------------- | --------- | ---------- |
| 28  | Brasil | Ana Eliza Ribeiro de Oliveira | ANA ELIZA | Portera    |
| 21  | España | Caridad García Díaz           | CARIDAD   | Portera    |
| 6   | Brasil | Cilene Pereira Paranhos       | CILENE    | Cierre     |
| 8   | Brasil | Camila Gadeia Silva           | CAMI      | Cierre     |
| 19  | Brasil | Rafaela Nicacio               | RAFINHA   | Ala-Cierre |
| 24  | España | Noelia Montoro Susarte        | NOELIA    | Ala-Cierre |
| 16  | España | Irene Samper Bilbao           | IRENE     | Ala        |
| 10  | España | Antía Pérez García            | ANTÍA     | Ala-Pívot  |
| 99  | Brasil | Emilly Micaela Marcondes      | EMILLY    | Ala-Pívot  |
| 3   | Brasil | Daniela Domingos Lopes        | DANY      | Pívot      |
| 20  | España | Patricia Ortega Medina        | PATRICIA  | Pívot      |

Entrenador:  Julio Delgado González

### Palmarés
Títulos internacionales
- Champions League (1): 2022.
- Recopa de Europa (1): 2019.

Títulos nacionales
- Primera División (6): 2012-13, 2015-16, 2019-20, 2020-21, 2022-23, 2023-24.
- Copa de la Reina (7): 2013, 2019, 2020, 2021, 2022, 2023, 2025.
- Supercopa de España (6): 2015, 2019, 2021, 2022, 2023, 2024.

Títulos regionales
- Copa Xunta de Galicia (7): 2009, 2010, 2014, 2015, 2019, 2021, 2023.

Distinciones
- Futsal Planet Awards (2): 2021, 2022[4]